# Little Apple
«Little Apple» (кит. трад. 小蘋果, упр. 小苹果, пиньинь Xiǎopíngguǒ) — песня в исполнении дуэта Chopstick Brothers (筷子兄弟) в составе Вана Тайли (王太利) и Сяо Яна (肖央). Была издана в качестве промо к фильму Old Boys: The Way of the Dragon (老男孩之猛龙过江) и быстро стала очень популярной в китайском киберпространстве, превратившись в интернет-мем.

## Версия группы T-ara
Южнокорейская гёрл-группа T-ara записала (с участием самих Chopstick Brothers) свою версию песни, с текстом на корейском и китайском языках. Она была выпущена как цифровой сингл 24 ноября 2014 года.

## Премии
- American Music Awards 2014: International Song Award[7]
- Mnet Asian Music Awards 2014: Favorite Music in China[8]